# Galeria Zielona
Galeria Zielona dawniej Ferio – największe centrum handlowe w Puławach. Zostało otwarte 22 listopada 2006 roku.
Galeria Zielona jest pierwszym w historii centrum handlowym w Puławach. Budowa centrum wystartowała w styczniu 2006 roku i zakończyła się w listopadzie tego samego roku. Koszt inwestycji wyniósł około 56 milionów złotych. W budynku znajduje się 90 lokali handlowo-usługowych, funkcjonują tutaj takie placówki handlowe jak min. Empik, Żabka, H&M, Big Star czy Apart. Galeria funkcjonuje jako spółka z ograniczoną odpowiedzialnością.